# 八重崎屋源六
八重崎屋 源六（やえざきや げんろく、? – 寛延2年3月8日（1749年4月24日））は、江戸時代中期の商人。

## 経歴・人物
越中富山藩生まれ。富山の売薬の始祖の一人。
天和3年（1683年）、岡山の医師万代常閑が反魂丹を富山藩第2代藩主前田正甫に調剤献上し、富山城下の薬種屋松井屋源右衛門がこれを製造市販した。元禄3年（1690年）、正甫が江戸参勤の際、腹痛に苦しんでいだ三春城主の秋田輝季に反魂丹を服用させたところ、たちまち治癒したことで諸侯から要望があがり、富山藩は松井屋の手代である源六に行商を通じて反魂丹を売り広めさせるよう命じた。当初、販路は中国・九州地方が主だったが、やがて日本全国に拡大していった。